# Universitatea Central Europeană
Universitatea Central Europeană (în engleză Central European University) este o instituție de învățământ superior fondată în anul 1991 în SUA de către activistul politic și filantropul George Soros. Universitatea a atras studenți din peste 100 de țări pentru educația interdisciplinară. Oferă programe de masterat și doctorat în științe sociale, drept și management, iar diplomele conferite de ea sunt recunoscute în Statele Unite.
Ea a funcționat la Budapesta, dar a devenit ținta guvernului lui Viktor Orbán care a încercat să-i limiteze libertatea de cercetare și a adoptat legi cu dedicație pentru a pune presiune pe ea. În 2018 instituția a hotărât mutarea operațiunilor principale la Viena. Din 2019 dispune de acreditare academică în Austria. La Budapesta funcționează în continuare un campus universitar.